# Мельников Микола Якович
Мельников Микола Якович — український режисер-документаліст.

## З життєпису
Народ. 16 листопада 1904 р. в м. Александрові Володимирської обл. (Росія) в родині склодува. Помер 5 листопада 1984 р. в Києві. Учасник нацистсько-радянської війни. Закінчив кінофакультет Київського музично-драматичного інституту ім. М. Лисенка (1929). Працював помічником і асистентом режисера на Київській студії художніх фільмів (1929—1935) й Українській студії кінохроніки. З 1947 р. — був режисером «Укркінохроніки».
Створив близько 60 фільмів, серед яких: «Торжество молдавського народу», «Друге народження» (1949), «Сільськогосподарська виставка на Україні», «10-річчя возз'єднання українського народу» (1950), «Спартакіада суворовців» (1951), «Пам'яті великого письменника» (1952), «У сільській школі», «Виставка індійського мистецтва», «Сільський клуб», «Сім'я колгоспна» (1957), «В єдиному строю», «На ланах широкополих» (1959), «Буремна молодість» (1960), «Господарі» (1961), «Слово про Ванду Василевську» (1965), «Єднання сердець» (1969), «Комнезами» (1970), «Місто акварельних барв» (1971) та ін.
Нагороджений медалями.
Був членом Спілки кінематографістів України.